# Lucas Bunt
Lucas Bunt (Nijehaske, 17 april 1907 - Heerenveen, 21 april 1981) was een Nederlandse SS'er tijdens de Tweede Wereldoorlog. Samen met Fransoos Exaverius Lammers, Zacharias Sleijfer en Jan Meekhof behoorde hij tot het beruchte viertal van Friesland. Hij was horecaondernemer en exploitant van het Friesch Koffiehuis in Leeuwarden. In 1944 werd hij lid van de Landwacht. Ook was hij lid van de NSB. Hij werkte hierbij veel samen met de SD Leeuwarden. Op 23 september 1947 werd hij veroordeeld tot de doodstraf wegens collaboratie. Later werd de doodstraf omgezet in een levenslange gevangenisstraf. In 1959 werd hij vrijgelaten. Hij overleed in 1981 op 74-jarige leeftijd.

## Publicaties
- Paul van de Water: In dienst van de nazi's. Gewone mensen als gewelddadige collaborateurs. Uitgeverij Omniboek, Utrecht, 2020. ISBN 978-9401916097